# Hardthausen am Kocher
Hardthausen am Kocher är en kommun i Landkreis Heilbronn i regionen Heilbronn-Franken i Regierungsbezirk Stuttgart i förbundslandet Baden-Württemberg i Tyskland. 
Kommunen bildades 1 januari 1974 genom en sammanslagning av kommunerna Gochsen och Kochersteinsfeld och Lampoldshausen uppgick 1 januari 1975 i den nya kommunen.
Kommunen ingår i kommunalförbundet Neuenstadt am Kocher tillsammans med staden Neuenstadt am Kocher och kommunen Langenbrettach.